# Rakel Haslund-Gjerrild
Rakel Haslund-Gjerrild (Roskilde, 1988. szeptember 1. –) dán író és sinológus.

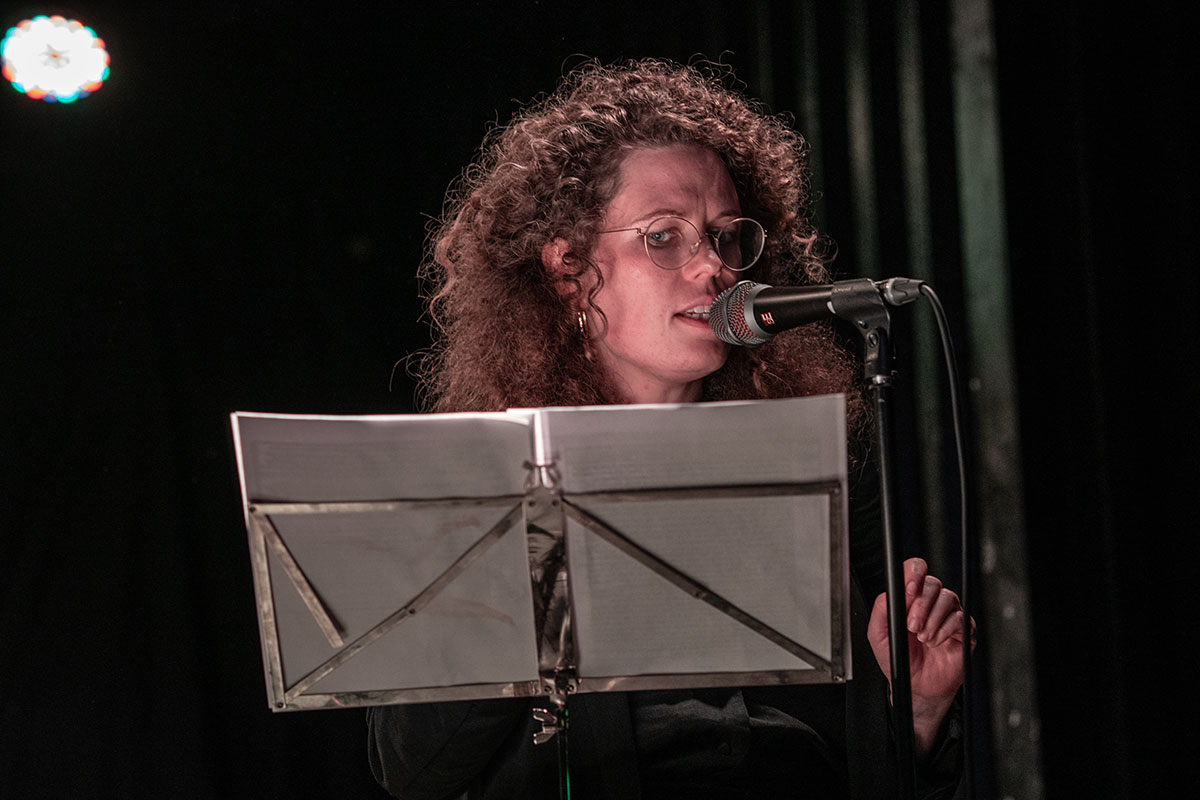
A Lyd+Litteratur Fesztiválon 2023-ban (Aarhus)

Rakel Haslund-Gjerrild Henriette és Bjørn Haslund-Gjerrild gyermeke, és három fiatalabb testvére van. Családja hét generáció óta baptista, nagyanyja és nagyapja pedig misszionáriusok voltak Ruandában és Burundiban, ahol Rakel édesapja született. A család a Bornholm szigetén fekvő Nexøbe költözött, ahol Rakel Haslund-Gjerrild a tengerparton nőtt fel.
Rakel Haslund-Gjerrild 2015-ben összehasonlító irodalomtudományból, 2016-ban pedig Kína-tanulmányokból szerzett diplomát. A Koppenhágai Egyetem Kínatanulmányok szakán szerzett mesterdiplomát 2019-ben.
A kritikusok dicsérték. A Litteratursiden-en a következőképpen említik:
"Rakel Haslund-Gjerrild írásában azt vizsgálja, hogy meddig lehet elmenni, és hogy mire képes a magány. Haslund-Gjerrild gyönyörű nyelven és sivár környezeten keresztül olyan intenzív irodalmat írt, amely egyszerre teremti meg és rombolja le az emberiség jövőjébe vetett reményt."
2015-ben debütált a Vinterligger című novellával, 2016-ban pedig az Øer című novelláskötettel. 2020-ban jelent meg Alle himmlens fugle című regénye, amelyért megkapta a 2020-as Michael Strunge-díjat.
2021-ben kiadta Adam i Paradis című történelmi regényét. A könyv Kristian Zahrtmann művészről és festőről szól. Az Adam i Paradis című művéért kapta a 2021-es Weekendavisen irodalmi díjat. A regényt az Északi Tanács 2022-es irodalmi díjára jelölték.

## Könyvei
- Vinterligger, novella, 2015.
- Øer, novellák, 2016.
- Alle himlens fugle, regény, 2020.
- Adam i Paradis, regény, 2021.

### Magyarul megjelent
- Az ég madarai (Alle himlens fugle) – Polar Egyesület, Budapest, 2021 · ISBN 9786155866159 · Fordította: Bogdán Ágnes
- Ádám a Paradicsomban (Adam i Paradis) – Polar Egyesület, Budapest, 2025 · ISBN 9786155866760 · Fordította: Bogdán Ágnes

## Fordítás
- Ez a szócikk részben vagy egészben  a   Rakel Haslund-Gjerrild című dán Wikipédia-szócikk ezen változatának fordításán alapul.  Az eredeti cikk szerkesztőit annak laptörténete sorolja fel. Ez a jelzés csupán a megfogalmazás eredetét és a szerzői jogokat jelzi, nem szolgál a cikkben szereplő információk forrásmegjelöléseként.